# Fluorid rhodičitý
Fluorid rhodičitý je anorganická sloučenina s chemickým vzorcem RhF4.

## Příprava
Fluorid rhodičitý lze připravit reakcí bromidu rhoditého s fluoridem bromitým. Lze jej také připravit fluorací fluoridu rhoditého při teplotě 250 °C po dobu několika dní.

## Vlastnosti
Fluorid rhodičitý je paramagnetický. Krystalizuje v ortorombické soustavě, s parametry mřížky a = 9,71 Å, b = 9,05 Å a c = 5,63 Å, stejně jako fluorid iridičitý, fluorid palladičitý a fluorid platičitý.